# Bananenkriege

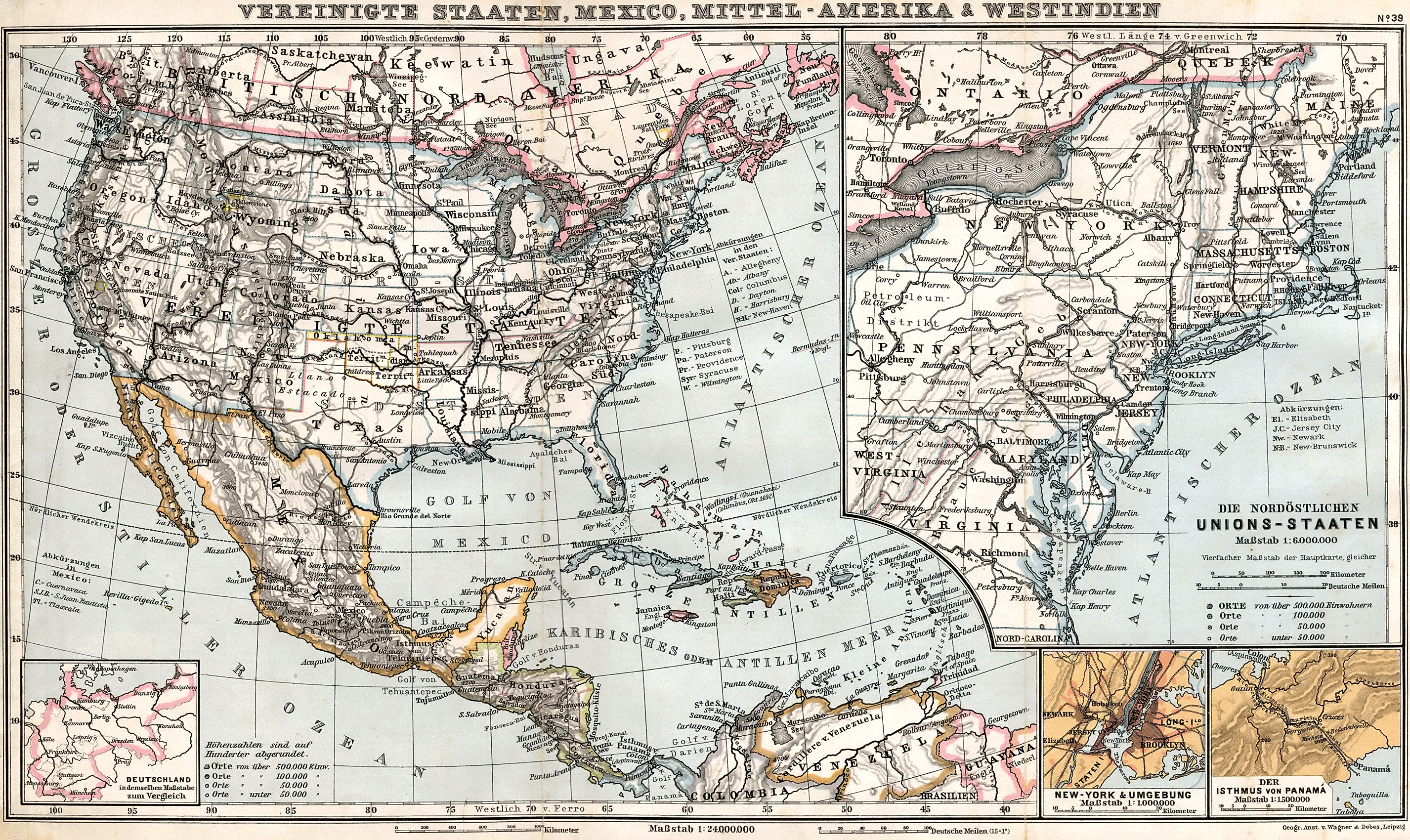
Die USA und Mittelamerika, historische Karte von 1905

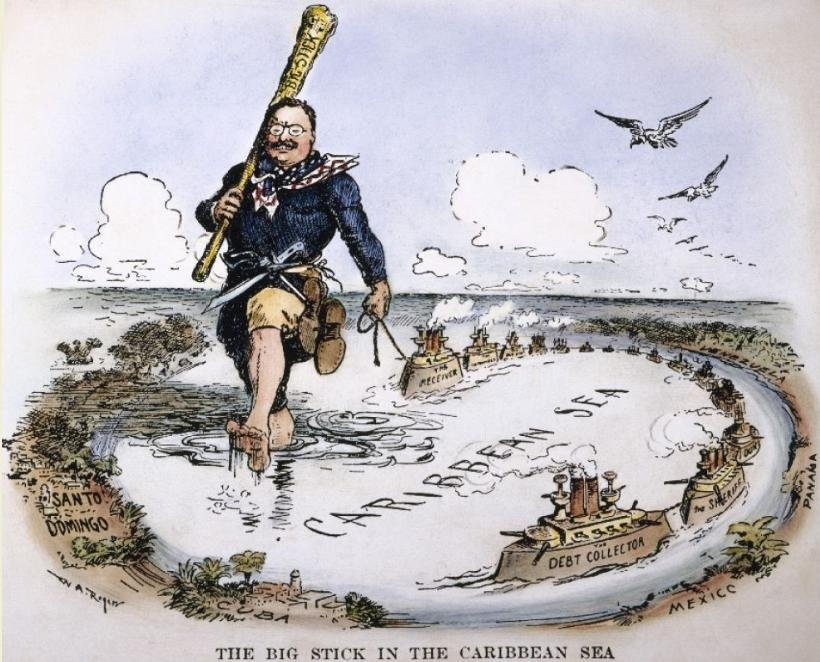
Politische Karikatur von 1904 zur Kanonenbootpolitik: US-Präsident Theodore Roosevelt trägt einen großen Knüppel („Big Stick“) und zieht einen Konvoi von Kriegsschiffen durch das Karibische Meer

Marines gehen unter Beschuss bei Santo Domingo an Land

Bananenkriege (englisch banana wars) ist die umgangssprachliche Sammelbezeichnung für die von den USA Anfang des 20. Jahrhunderts in Mexiko, Mittel- und Südamerika durchgeführten Militäraktionen, die im Kontext einer erweiterten Kanonenbootpolitik standen.
Diese Militärinterventionen erfolgten durch die US Navy und das United States Marine Corps; gelegentlich wurden auch Truppen der U.S. Army herangezogen.
Die Bananenkriege wurden 1934 mit der Politik der guten Nachbarschaft unter Präsident Franklin D. Roosevelt beendet.

## Bezeichnung
Der Ausdruck Bananenkrieg rührt angeblich aus den engen Beziehungen zwischen den Interventionen und dem existenziellen Interesse der USA an der Wahrung ihrer Handelsinteressen in der Region. Besonderen Anteil an finanziellen Investitionen hatte die United Fruit Company beim Anbau von Bananen, Tabak, Zuckerrohr sowie zahlreichen anderen landwirtschaftlichen Erzeugnissen im karibischen Raum, Mittelamerika und dem Norden Südamerikas.

## Bewertung
Verfechter des Imperialismus vor dem Ersten Weltkrieg rechtfertigten das militärische Vorgehen oft mit dem Argument, diese Konflikte würden den Mittel- und Südamerikanern zu einer Stabilisierung verhelfen. Einige Imperialisten kritisierten sogar die Dimensionen der Interventionen im Sinne der US-Interessen als nicht ausreichend und plädierten für erweiterte Truppeneinsätze in der Region.
US-amerikanische Imperialismuskritiker sahen diese Aktionen als einen ersten Schritt in einen abenteuerlichen amerikanischen Kolonialismus in der Region.

## Betroffene Länder
Zu den von den Bananenkriegen betroffenen Ländern zählten:
- Kuba (1898–1922)
- Dominikanische Republik (1916–1924)
- Haiti (1915–1934)
- Mexiko (1914)
- Nicaragua (1909–1933)
- Panama
- Honduras (1903, 1907, 1911, 1912, 1919, 1924, 1925)

## Beispiele
- US-Militärintervention auf Kuba 1906–1909
- US-Militärintervention in Nicaragua 1909–1925
- Besetzung von Veracruz 1914
- US-Militärintervention in Haiti 1915–1934
- US-Militärintervention in der Dominikanischen Republik 1916-1924
- US-Militärintervention in Nicaragua 1926–1933

## Filme
- Flieger, USA 1929, Regie: Frank Capra
- The Marines Are Coming, USA 1934, Regie: David Howard
- The Fighting Marines, USA 1935, Regie: B. Reeves Eason/Joseph Kane
- Sandino, Chile/Spanien 1990, Regie: Miguel Littín